# Risha
Risha est un album studio réalisé en collaboration entre David Eugene Edwards et Alexander Hacke qui est sorti le 22 juin 2018 sur le label Glitterhouse Records.

## Historique
La première collaboration musicale entre les deux artistes s'est produite sur l'album American Twilight (2013) du groupe australien d'indie rock Crime and the City Solution après la participation d'Alexander Hacke au mixage de l'album The Laughing Stalk (2012) de Wovenhand.
Le 30 octobre 2018 le groupe se produit à Paris à La Maroquinerie. Le concert est intégralement filmé par Stef Bloch  et mis en accès libre sur YouTube.
Risha signifie « plume » en arabe.

## Liste des titres de l'album
Tous les titres sont de David Eugene Edwards (sauf mentions) :
1. Triptych – 4:37
2. All in the Palm – 4:17
3. The Tell – 5:00
4. Helios – 3:30
5. Kiowa 5 – 2:25
6. Lily – 5:33
7. Parish Chief – 2:38
8. Akhal – 2:57
9. Teach Us to Pray – 3:34
10. Breathtaker – 4:24

## Musiciens ayant participé à l'album
- David Eugene Edwards, chant, guitares, cordes
- Alexander Hacke, basse, percussion, synthétiseurs, boites à rythmes et électroniques